# Municipio de Clay (condado de St. Joseph)
El municipio de Clay (en inglés: Clay Township) es un municipio ubicado en el condado de St. Joseph en el estado estadounidense de Indiana. En el año 2010 tenía una población de 32550 habitantes y una densidad poblacional de 630,3 personas por km².

## Geografía
El municipio de Clay se encuentra ubicado en las coordenadas 41°43′51″N 86°13′25″O / 41.73083, -86.22361. Según la Oficina del Censo de los Estados Unidos, el municipio tiene una superficie total de 51.64 km², de la cual 51.27 km² corresponden a tierra firme y (0.72%) 0.37 km² es agua.

## Demografía
Según el censo de 2010, había 32550 personas residiendo en el municipio de Clay. La densidad de población era de 630,3 hab./km². De los 32550 habitantes, el municipio de Clay estaba compuesto por el 82.81% blancos, el 9.35% eran afroamericanos, el 0.41% eran amerindios, el 3.31% eran asiáticos, el 0.02% eran isleños del Pacífico, el 1.76% eran de otras razas y el 2.34% pertenecían a dos o más razas. Del total de la población el 4.59% eran hispanos o latinos de cualquier raza.